# Jonathan Goodwin
Jonathan Goodwin (* 20. Februar 1980 in Pembrokeshire) ist ein walisischer Stuntman und Entfesselungskünstler.

## Leben
Goodwin war von Jugend auf von Entfesselungskünstlern wie Harry Houdini fasziniert. Andere Jahrmarkts- und Varietékünstler, von denen er sich Anregungen holte, sind Oofty Goofty, der sich in San Francisco gegen Geld schlagen ließ, Demonstratoren von Schmerzunempfindlichkeit wie Evatima Tardo und der menschliche Salamander Ivan Chabert (1792–1859) oder der Holländer Mirin Dajo.
2009 war er Star in der US Reality-TV-Serie One way out (Discovery Channel). Er hat seit 2012 in Großbritannien die TV Show The incredible Mr. Goodwin (bei UKTV Watch). Sie wurde in Deutschland 2013 auch auf Pro Sieben gestartet.
Zu seinen Stunts gehören zum Beispiel verschiedene Demonstrationen von Schmerztoleranz, Befreiung aus einem Sarg unter der Erde und Entfesselungsdarbietungen unter extremen Bedingungen, Kraftübungen wie das Anheben von Autos, Geschicklichkeitswürfe und Treffer mit Luftgewehr, Messern, Dartpfeilen und beim Bogenschießen. Dabei begibt er sich häufig in lebensbedrohliche Situationen.
Er steckte sich seiner Show giftige Skorpione in seinen Mund, klettert unter fahrende LKWs bei hoher Geschwindigkeit, oder befreite sich in luftiger Höhe am Riesenrad London Eye hängend aus einer Zwangsjacke an einem brennenden Seil oder mit den Füßen an einem Trapez an einem Hubschrauber hängend (ebenfalls unter lebensbedrohlichem Zeitdruck). Er ließ sich von einem Hai angreifen, verzehrt scharfe Glasscherben, hing mit zwei Fingern am Rand eines Wolkenkratzers oder lässt sich mit einem Baseballschläger schlagen. Er traf vorgegebene Bereiche einer Dartscheibe rückwärts über einen Spiegel visierend, zielte auf Glühbirnen mit dem Luftgewehr mit verbundenen Augen (angeblich nur an Geräuschen orientiert) oder wiederholte den Apfelschuss von Wilhelm Tell mit Pfeil und Bogen auf eine Frau im Abstand von 100 Fuß.
Bei einer Probe zu America’s Got Talent: Extreme verletzte Goodwin sich im Oktober 2021 schwer. Bei dem Unfall verlor er eine Niere, brach sich beide Schulterblätter, erlitt Brüche beider Beine und ist aufgrund einer Durchtrennung des Rückenmarks querschnittsgelähmt. Weiterhin erlitt er Verbrennungen dritten Grades.
Goodwin ist geschieden. Er ist mit Amanda Abbington verlobt. Die Verlobung fand nur wenige Wochen vor dem Unfall statt.